# Aphanistes felixi
Aphanistes felixi là một loài tò vò trong họ Ichneumonidae.